# Genouilly (Cher)
Pour les articles homonymes, voir Genouilly.
Genouilly est une commune française située dans le département du Cher en région Centre-Val de Loire.

## Géographie

### Hydrographie
La Prée, La Molène et Le Perry arrosent Genouilly. L'étang des Sceps est formé par les eaux qui sourdent dans un vaste terrain communal et qui sont retenues par une longue digue.

### Climat
Pour des articles plus généraux, voir Climat du Centre-Val de Loire et Climat du Cher.
En 2010, le climat de la commune est de type climat océanique dégradé des plaines du Centre et du Nord, selon une étude du CNRS s'appuyant sur une série de données couvrant la période 1971-2000. En 2020, Météo-France publie une typologie des climats de la France métropolitaine dans laquelle la commune est exposée à un climat océanique altéré et est dans la région climatique  Centre et contreforts nord du Massif Central, caractérisée par un air sec en été et un bon ensoleillement. 
Pour la période 1971-2000, la température annuelle moyenne est de 11,6 °C, avec une amplitude thermique annuelle de 15 °C. Le cumul annuel moyen de précipitations est de 732 mm, avec 10,7 jours de précipitations en janvier et 7 jours en juillet. Pour la période 1991-2020, la température moyenne annuelle observée sur la station météorologique la plus proche, située sur la commune de Graçay à 6 km à vol d'oiseau, est de 12,1 °C et le cumul annuel moyen de précipitations est de 741,3 mm,. Pour l'avenir, les paramètres climatiques de la commune estimés pour 2050 selon différents scénarios d'émission de gaz à effet de serre sont consultables sur un site dédié publié par Météo-France en novembre 2022.

## Urbanisme

### Typologie
Au 1er janvier 2024, Genouilly est catégorisée commune rurale à habitat dispersé, selon la nouvelle grille communale de densité à 7 niveaux définie par l'Insee en 2022.
Elle est située hors unité urbaine. Par ailleurs la commune fait partie de l'aire d'attraction de Vierzon, dont elle est une commune de la couronne,. Cette aire, qui regroupe 20 communes, est catégorisée dans les aires de moins de 50 000 habitants,.

### Occupation des sols
L'occupation des sols de la commune, telle qu'elle ressort de la base de données européenne d’occupation biophysique des sols Corine Land Cover (CLC), est marquée par l'importance des territoires agricoles (92,3 % en 2018), une proportion identique à celle de 1990 (92,3 %). La répartition détaillée en 2018 est la suivante : 
terres arables (81 %), zones agricoles hétérogènes (9,4 %), forêts (6,2 %), prairies (1,8 %), zones urbanisées (1,5 %).
L'évolution de l’occupation des sols de la commune et de ses infrastructures peut être observée sur les différentes représentations cartographiques du territoire : la carte de Cassini (XVIIIe siècle), la carte d'état-major (1820-1866) et les cartes ou photos aériennes de l'IGN pour la période actuelle (1950 à aujourd'hui).

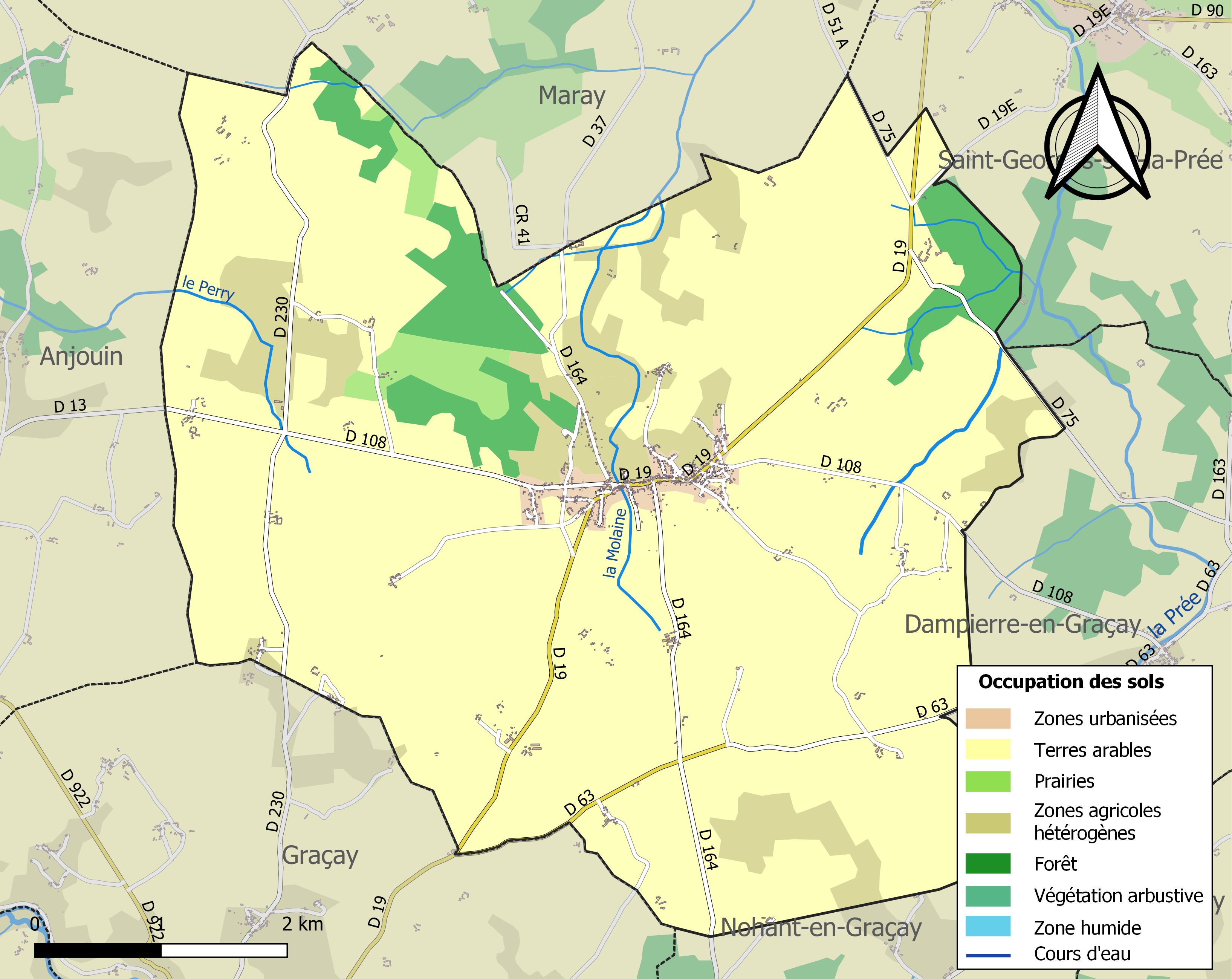
Carte des infrastructures et de l'occupation des sols de la commune en 2018 (CLC).

### Risques majeurs
Le territoire de la commune de Genouilly est vulnérable à différents aléas naturels : météorologiques (tempête, orage, neige, grand froid, canicule ou sécheresse), mouvements de terrains et séisme (sismicité faible). Il est également exposé à deux risques technologiques,  le transport de matières dangereuses et  le risque industriel. Un site publié par le BRGM permet d'évaluer simplement et rapidement les risques d'un bien localisé soit par son adresse soit par le numéro de sa parcelle.

#### Risques naturels

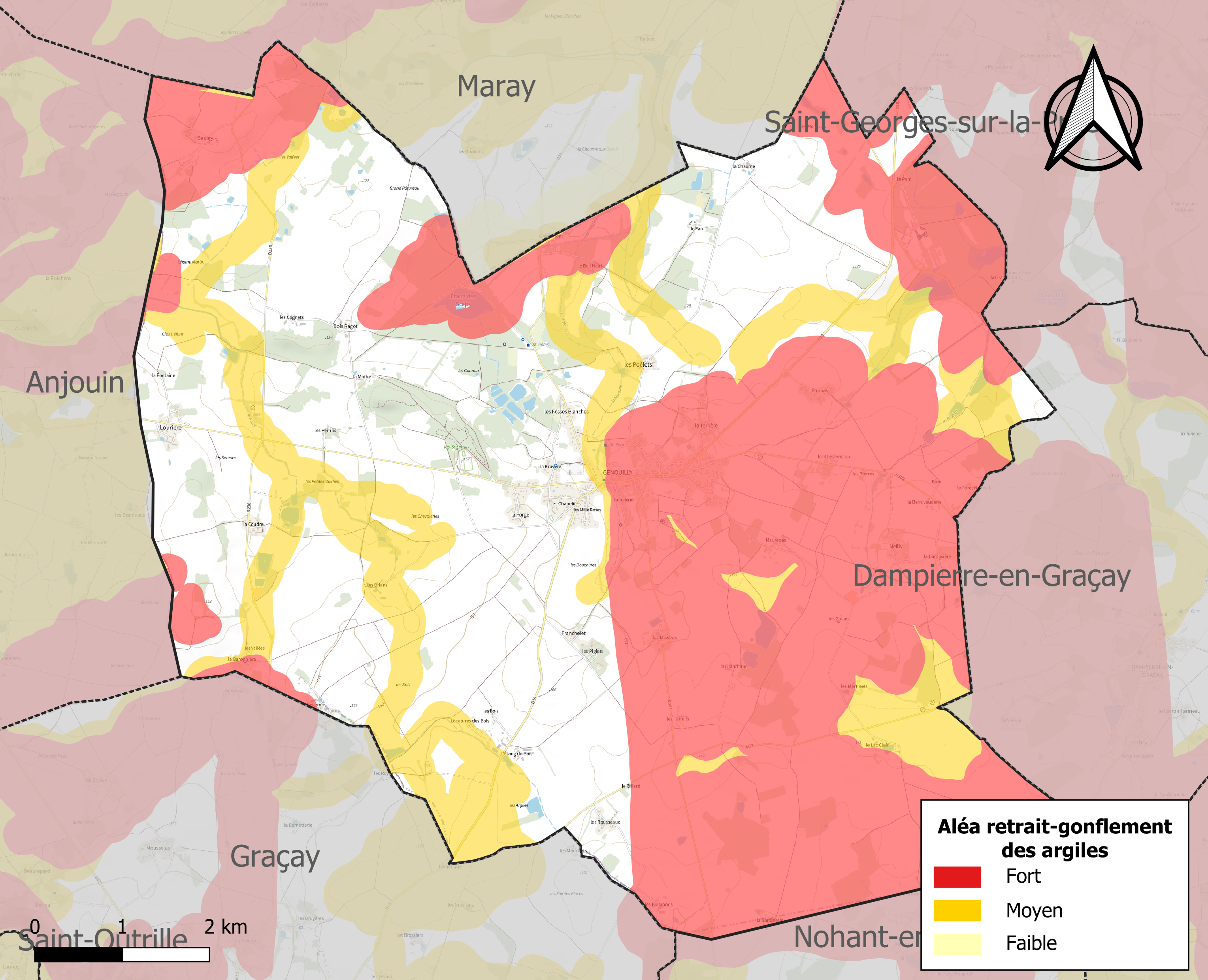
Carte des zones d'aléa retrait-gonflement des sols argileux de Genouilly.

La commune est vulnérable au risque de mouvements de terrains constitué principalement du retrait-gonflement des sols argileux. Cet aléa est susceptible d'engendrer des dommages importants aux bâtiments en cas d’alternance de périodes de sécheresse et de pluie. 60,1 % de la superficie communale est en aléa moyen ou fort (90 % au niveau départemental et 48,5 % au niveau national). Sur les 455 bâtiments dénombrés sur la commune en 2019, 269 sont en aléa moyen ou fort, soit 59 %, à comparer aux 83 % au niveau départemental et 54 % au niveau national. Une cartographie de l'exposition du territoire national au retrait gonflement des sols argileux est disponible sur le site du BRGM,.
Concernant les mouvements de terrains, la commune a été reconnue en état de catastrophe naturelle au titre des dommages causés par la sécheresse en 1989, 1991, 2002, 2011, 2018 et 2019 et par des mouvements de terrain en 1999.

#### Risques technologiques
La commune est exposée au risque industriel du fait de la présence sur son territoire d'une entreprise soumise à la directive européenne SEVESO.
Le risque de transport de matières dangereuses sur la commune est lié à sa traversée par des infrastructures routières ou ferroviaires importantes ou la présence d'une canalisation de transport d'hydrocarbures. Un accident se produisant sur de telles infrastructures est en effet susceptible d’avoir des effets graves au bâti ou aux personnes jusqu’à 350 m, selon la nature du matériau transporté. Des dispositions d’urbanisme peuvent être préconisées en conséquence.

## Toponymie
La localité a été désignée comme Geniulacum ou Genoliacum à l'époque gallo-romaine, Genoili en 1264, Genoilhi en - 1371)[réf. nécessaire].

## Histoire
On trouve à Genouilly des traces d’une prospérité très ancienne.
Les Montrées plantées de pins maritimes sur une quarantaine d'hectares, ont fait l’objet de fouilles : de nombreuses haches de silex taillé ou poli ainsi que des pointes de lances ont été exhumées. À 100 m d’une butte de terre appelée le Mouton (vraisemblablement déformation de Motton), il a été découvert deux stèles de pierre, l’une en latin, l’autre en grec à la mémoire de Oclos notamment. Ces stèles sont exposées au musée de Bourges.
Le Mouton aurait été aménagé au Moyen Âge en forteresse pour observer le mouvement des Normands qui envahissaient la France (à la fin du IXe siècle, pillages de l'abbaye Saint-Pierre de Dèvres à Saint-Georges-sur-la-Prée et de abbaye Saint-Martin de Massay).
Dès le Moyen Âge, le minerai de fer est extrait à ciel ouvert et fondu et façonné à Genouilly (lieu-dit les Forges). Des quantités énormes de mâchefer ont servi à la réfection des routes, chemins et cours de ferme de la commune. Dans les champs apparaissent des emplacements circulaires où s’étend une épaisse couche de mâchefer. Sur la place de la Trancherie ainsi qu’au Chézeau, la couche est évaluée à 2 mètres. À Maurepas, on observe des carrières à ciel ouvert. Près de la Coudre, des champs sont dénommés le Minerai.

## Politique et administration

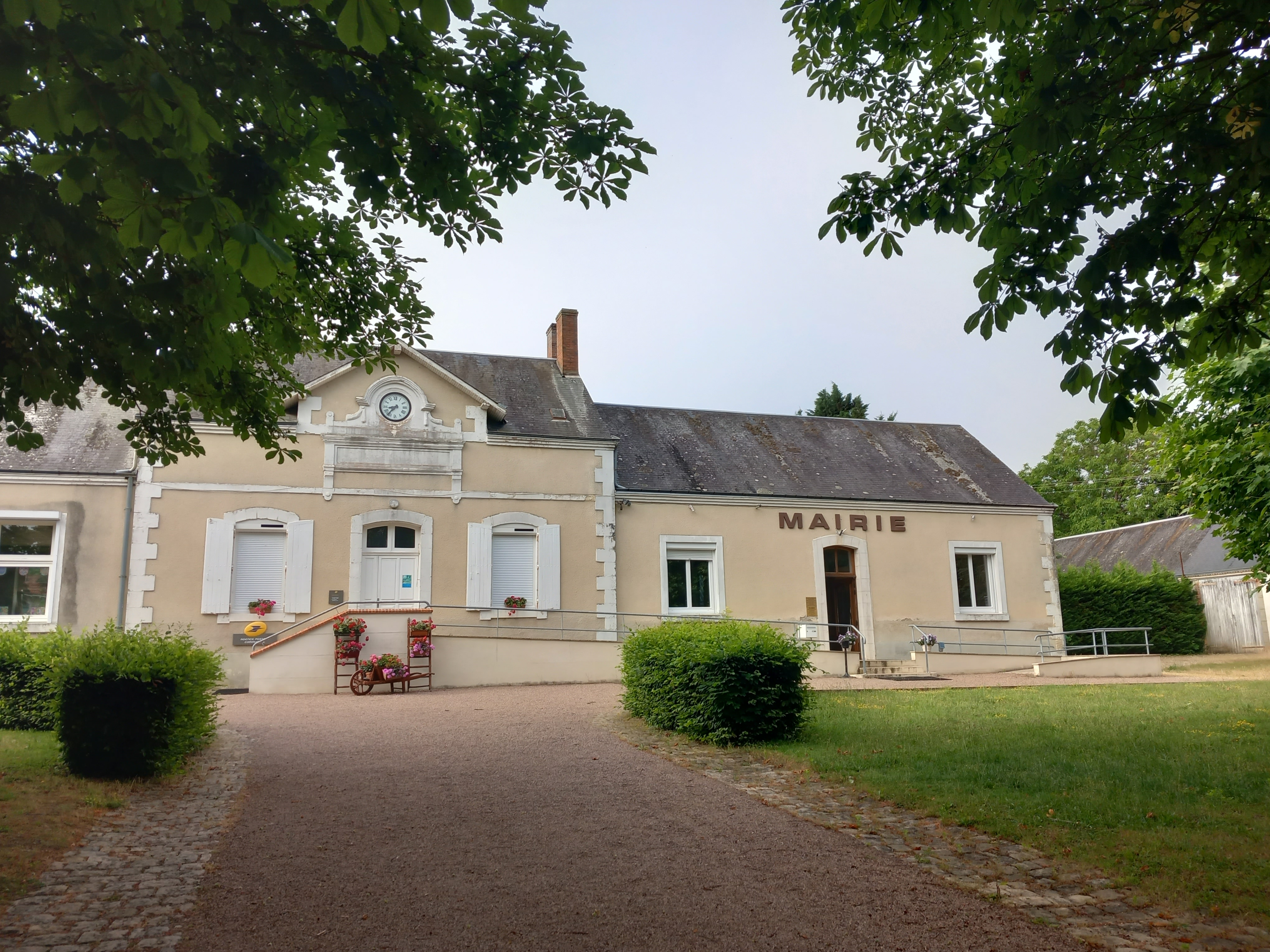
Mairie de Genouilly

### Rattachements administratifs et électoraux
La commune se trouve dans le département du Cher et, depuis 1984, dans l'arrondissement de Vierzon. Pour l'élection des députés, elle fait partie depuis 1988 de la deuxième circonscription du Cher.
Elle faisait partie depuis 1793  du canton de Graçay. Dans le cadre du redécoupage cantonal de 2014 en France, la commune est désormais intégrée au canton de Vierzon-2.

### Intercommunalité
La commune est devenue membre en 2000 de la communauté de communes de Graçay Saint-Outrille créée fin 1993, et qui a alors pris la dénomination de communauté de communes des Vallées vertes du Cher Ouest.
Cette intercommunalité fusionne avec la communauté de communes Vierzon Pays des Cinq rivières, la nouvelle intercommunalité créée le 1er janvier 2013 portant le nom de communauté de communes Vierzon Sologne Berry.
Le 1er janvier 2020, celle-ci a fusionné avec la communauté de communes les Villages de la Forêt pour former la communauté de communes Vierzon-Sologne-Berry et Villages de la Forêt, dont la commune est désormais membre.

### Liste des maires
| Période                                  | Période  | Identité               | Étiquette | Qualité                           |
| ---------------------------------------- | -------- | ---------------------- | --------- | --------------------------------- |
| Les données manquantes sont à compléter. |          |                        |           |                                   |
| 1988                                     | 1995     | Stéphanie de Jouvencel |           |                                   |
| 1995                                     | 2001     | Jean-Claude Marais     |           |                                   |
| 2001                                     | 2008     | Christian Huet         |           |                                   |
| 2008                                     | En cours | Michel Legendre,       |           | Ancienne profession intermédiaire |

## Démographie
L'évolution du nombre d'habitants est connue à travers les recensements de la population effectués dans la commune depuis 1793. Pour les communes de moins de 10 000 habitants, une enquête de recensement portant sur toute la population est réalisée tous les cinq ans, les populations de référence des années intermédiaires étant quant à elles estimées par interpolation ou extrapolation. Pour la commune, le premier recensement exhaustif entrant dans le cadre du nouveau dispositif a été réalisé en 2008.

En 2022, la commune comptait 666 habitants, en évolution de −2,92 % par rapport à 2016 (Cher : −2,48 %, France hors Mayotte : +2,11 %).
| 1793  | 1800  | 1806  | 1821  | 1831  | 1836  | 1841  | 1846  | 1851  |
| ----- | ----- | ----- | ----- | ----- | ----- | ----- | ----- | ----- |
| 1 209 | 1 060 | 1 154 | 1 193 | 1 204 | 1 261 | 1 194 | 1 318 | 1 454 |

| 1856  | 1861  | 1866  | 1872  | 1876  | 1881  | 1886  | 1891  | 1896  |
| ----- | ----- | ----- | ----- | ----- | ----- | ----- | ----- | ----- |
| 1 456 | 1 464 | 1 496 | 1 467 | 1 386 | 1 407 | 1 390 | 1 416 | 1 400 |

| 1901  | 1906  | 1911  | 1921  | 1926  | 1931  | 1936  | 1946 | 1954 |
| ----- | ----- | ----- | ----- | ----- | ----- | ----- | ---- | ---- |
| 1 342 | 1 341 | 1 264 | 1 144 | 1 062 | 1 003 | 1 001 | 924  | 911  |

| 1962 | 1968 | 1975 | 1982 | 1990 | 1999 | 2006 | 2008 | 2013 |
| ---- | ---- | ---- | ---- | ---- | ---- | ---- | ---- | ---- |
| 821  | 722  | 705  | 721  | 762  | 755  | 727  | 719  | 695  |

| 2018 | 2022 | - | - | - | - | - | - | - |
| ---- | ---- | - | - | - | - | - | - | - |
| 674  | 666  | - | - | - | - | - | - | - |

La communauté est en crise démographique au début du XVIIIe siècle, puisqu’elle passe de 239 feux en 1709 à 163 en 1726. L’hiver de 1709-1710 notamment cause de nombreuses pertes, ainsi que la grande canicule de 1719 (qui tua beaucoup par dysenterie).

## Économie
La commune se trouve dans l'aire géographique et dans la zone de production du lait, de fabrication et d'affinage du fromage Valençay.

## Culture locale et patrimoine

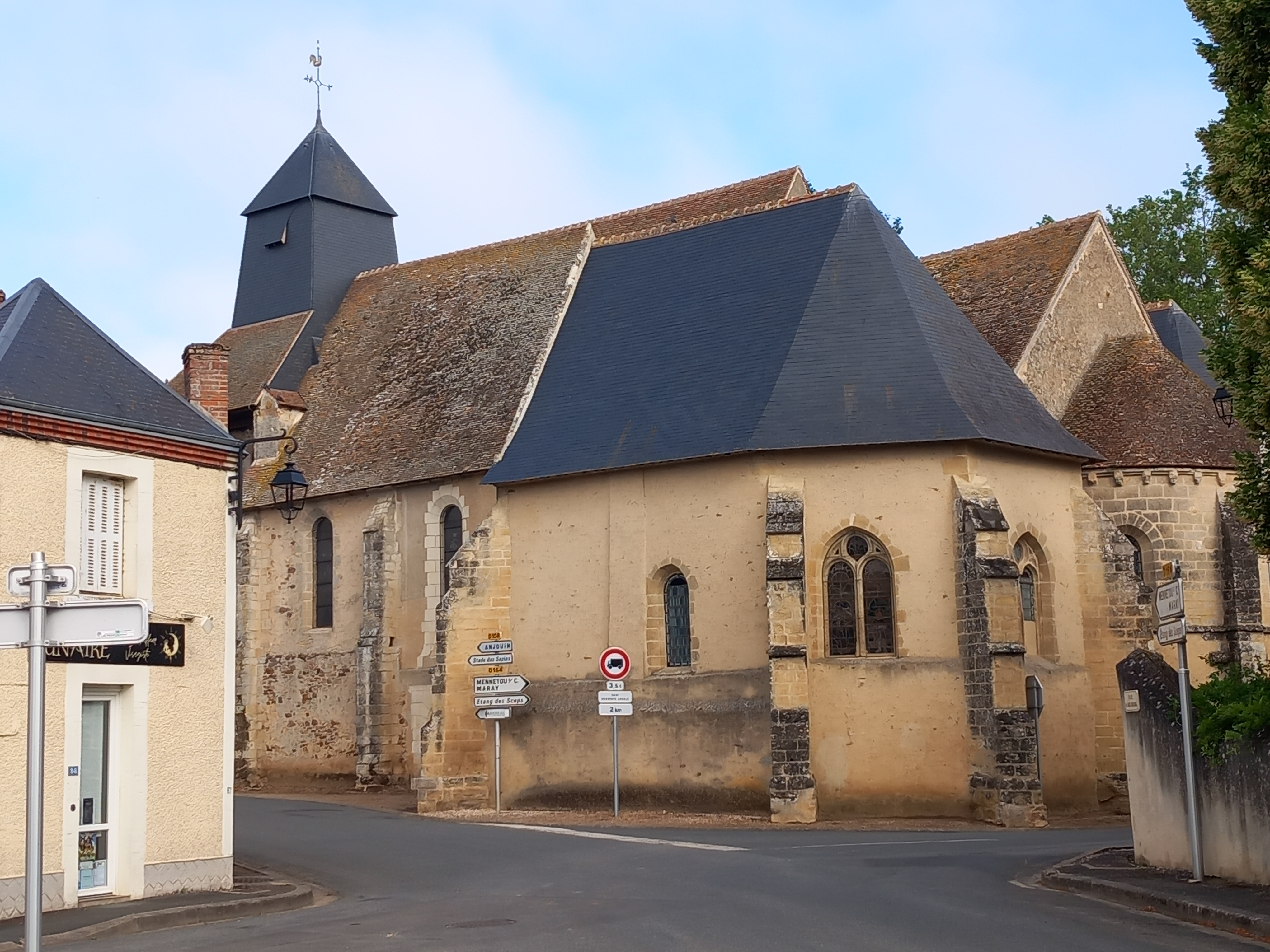
Église Saint-Symphorien de Genouilly

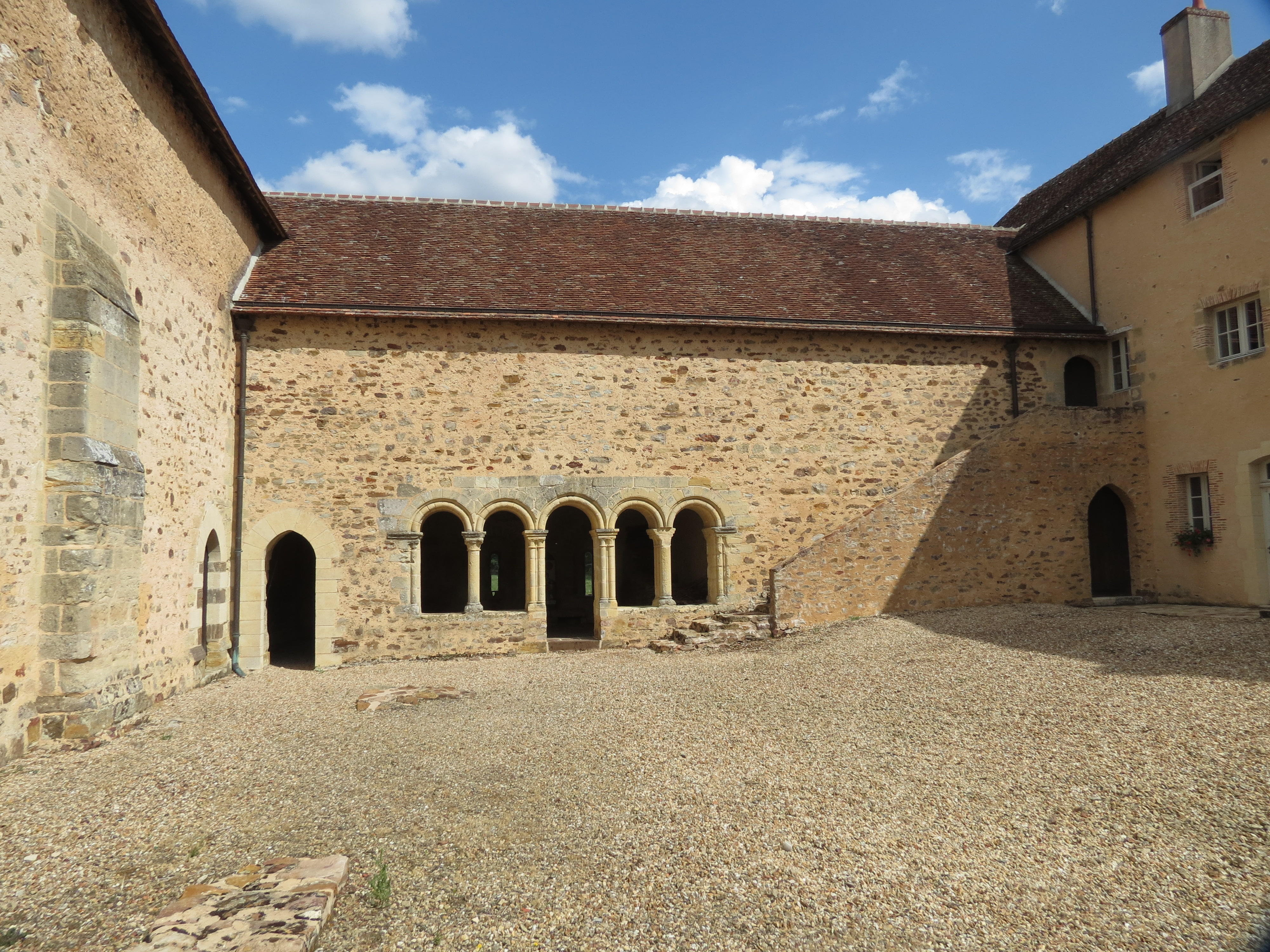
Cour intérieure du prieuré de Fontblanche.

### Lieux et monuments
- Église Saint-Symphorien

L'église Saint-Symphorien de Genouilly initiée au XIIe siècle est inscrite à l'inventaire supplémentaire des Monuments historiques par arrêté du 26 janvier 1927. L'édifice présente un style en transition entre roman et gothique.
- Prieuré de Fontblanche

Situé à 2km au nord du bourg de Genouilly, le prieuré, datant du XIIe siècle était rattaché à l'ordre de Grandmont. Partiellement classé au titre des monuments historiques en 1980, il se trouve en partie sur la limite sud de la commune de Maray dans le Loir-et-Cher.
- La salle : propriété du duc Jean Ier de Berry depuis 1371 et lieu de résidence habituel de la duchesse. Ce manoir (Ostel de Genoilhi) dont il ne reste aujourd'hui que des traces était spacieux et ses annexes comportaient les chambres des serviteurs, les écuries, les chenils ainsi qu'une chapelle de style roman.
- Le château de la Maisonfort, propriété privée partiellement protégée au titre de Monument historique[29], est un édifice de briques et de pierres, de style Renaissance, construit de 1586 à 1595 à l'initiative du maréchal Claude II de la Châtre, baron de la Maisonfort, à la place de l'ancienne forteresse féodale, dite maison forte où il était né et dont subsistent quelques éléments. Promu maréchal de France en 1594, Claude de La Châtre fut l'un des plus valeureux chevaliers de son époque, dont la forte personnalité et la légende ont illustré l’histoire de la commune. Le fief de La Maisonfort venait des Graçay ; Olive de Graçay, fille de Jacques de Graçay et de Jeanne de Roüy/de Rouhy de Menetou, l'apporte à son mari Jean de Menou du Mée(z) (épousé en 1455 et † en 1496 sans postérité)[30], et teste en 1498 en faveur de sa parentèle : Claude de La Châtre de Nançay (fils de Pierre de La Châtre et de Marie de Roüy de Menetou) et sa femme Catherine de Menou de Villegongis de Boussay (une parente de Jean de Menou du Méez. Claude de La Châtre-Nançay et Catherine de Menou sont les parents de Gabriel de La Châtre, rencontré plus haut, et donc les arrière-grands-parents du maréchal Claude).

### Personnalités liées à la commune
- Jean Ier de Berry, duc de Berry.
- Claude de La Châtre de La Maisonfort (1536-1614), maréchal de France, né et mort à Genouilly.